# David Barclay (Politiker, 1823)
David Barclay (* 1823 in Punxsutawney, Pennsylvania; † 10. September 1889 in Freeport, Pennsylvania) war ein US-amerikanischer Politiker. Zwischen 1855 und 1857 vertrat er den Bundesstaat Pennsylvania im US-Repräsentantenhaus.

## Werdegang
David Barclay besuchte das Washington College. Nach einem anschließenden Jurastudium in Pittsburgh und seiner Zulassung als Rechtsanwalt begann er in den Städten Punxsutawney, Brookville und Kittanning in diesem Beruf zu arbeiten. Zwischen 1850 und 1855 war er einer der Herausgeber der Zeitungen Pittsburgh Union und Legal Journal. Politisch wurde er Mitglied der Demokratischen Partei.
Bei den Kongresswahlen des Jahres 1854 wurde Barclay im 24. Wahlbezirk von Pennsylvania in das US-Repräsentantenhaus in Washington, D.C. gewählt, wo er am 4. März 1855 die Nachfolge von John Dick antrat, der in den 25. Distrikt wechselte. Bis zum 3. März 1857 konnte er eine Legislaturperiode im Kongress absolvieren. Diese war von den Ereignissen im Vorfeld des Bürgerkrieges geprägt.
Nach dem Ende seiner Zeit im US-Repräsentantenhaus praktizierte David Barclay wieder als Anwalt. Er starb am 10. September 1889 in Freeport, wo er auch beigesetzt wurde.